# Paul Fitts
Pour les articles homonymes, voir Fitts.
Paul Morris Fitts, né le 6 mai 1912 à Martin (Tennessee) et mort le 2 mai 1965 à Ann Arbor (Michigan), est un psychologue, professeur d'université et officier américain.

## Biographie
Il obtient une licence de sciences à l'université du Tennessee en 1934, un master en sciences à l'université Brown en 1936 et un doctorat en 1938, à l'université de Rochester. Il est professeur assistant à l'université, puis recruté par la sécurité aérienne (1941-1945). À partir de 1945, il fait une carrière de professeur d'université.
Il développe un modèle du mouvement humain, la Loi de Fitts, exprimant le temps requis pour aller rapidement d'une position de départ à une zone finale de destination en fonction de la taille et de la distance de la cible. Il étudie le modèle mathématique du déplacement humain. Il focalise ses recherches sur l'ergonomie durant son service en tant que lieutenant-colonel dans l'United States Air Force. Il est connu comme l'un des pionniers du développement de la sécurité aérienne. Il meurt à 52 ans.

## Distinctions
- 1957-1958 : président de la division 21 (Division of Applied Experimental and Engineering psychology) de la Association américaine de psychologie (APA) qui a créé le « Paul M. Fitts Award » en son honneur[3].
- 1962-1963 : président de l'Human Factors and Ergonomics Society (en).

## Publications
- Fitts, P. M. (1954). The information capacity of the human motor system in controlling the amplitude of movement. Journal of Experimental Psychology, 47, 381–391.